# 정매사
정매사(鄭買嗣, 861년 ~ 909년)는 대장화의 제1대 황제(재위: 902년 ~ 909년)이다. 정창(鄭昶)이라고도 하며, 한인(漢人) 정회(鄭回)의 7세손이다.

## 생애
정씨 가문은 대대로 남조국의 청평관(淸平官)을 맡아왔고 정매사의 대에 이르러 남조의 정권을 장악하였고, 제위를 찬탈하고자 하였다.
897년, 남조의 근신(近臣) 양등(楊登)을 시켜 당시 황제였던 륭순을 죽였다. 륭순의 아들 순화정이 뒤를 이었다.
902년, 순화정이 죽자 정매사는 순화정의 8개월 된 아들과 황족 800여 명을 모두 죽이고 남조를 멸망시켰다. 정매사는 황제로 즉위하여 국호를 대장화라고 하였다.
909년, 사망하였다. 시호를 성명문무위덕환황제(聖明文武威德桓皇帝)라고 하였고, 아들 정인민이 뒤를 이었다.
| 전임 (초대) | 제1대 대장화 황제 902년 ~ 909년 | 후임 정인민 |